# Triangel (film)
Triangel je slovenski komični film iz leta 1992.

### Zgodba
Ona igra igro s tremi moškimi. Z možem, ki kupuje nov avto, ljubimcem Iluzionistom, ki gre na tekmovanje čarovnikov, in Profesorjem.
Ona, Profesor in Študent pridejo na sled vojaškim poskusom, ki iščejo, kako z zvokom ugonobiti vse, kar je zeleno in še kaj več. Izrabijo nič hudega slutečega Iluzionista, ki pa med nezavestjo vidi, da ga je Ona izrabila. Na Iluzionistovo posestvo pripeljejo vojaško živino, ki se izgovarja, da je intendant, da bi lahko izsiljevali JLA in prišli zadevi do dna. Zaradi policije se stvar izjalovi, v marici končata tudi nedolžna D.V. in Iluzionist.

## Odziv kritikov in gledalcev

### Kritiki
Vesna Marinčič je napisala, da ima film predolg uvod in prekratek konec, da ne ponuja katarze, da njegovo sporočilo zvodeni, da liki razlagajo dogodke, ki bi jih moral film pokazati in da snemanje v času obsedenega stanja ne more biti opravičilo. Film se ji je kljub temu zdel izviren in profesionalno narejen, všeč ji je bilo, da njegovi ustvarjalci niso bili domišljavi. Izrazila je obžalovanje, ker so predvajanje filma načrtovali v ljubljanskem Kompasu, ne pa v Komuni.

### Obisk v kinu
Film si je ogledalo 2306 ljudi.

## Zasedba
- Barbara Lapajne: Ona
- Janez Škof: D.V.
- Miran Plohl Dornik (Mihael Bellis): iluzionist
- Alojz Svete: Študent
- Boris Cavazza: Profesor
- Branko Grubar: načelnik
- Stojan Colja: Božo
- Boris Kerč: kolesar
- Tanja Ribič: policistka
- Gojmir Lešnjak: urednik
- Marko Okorn: inšpektor
- Majda Potokar: tajnica

## Ekipa
- fotografija: Valentin Perko
- glasba: Zoran Predin (z zasedbo Los Malancanos)
- montaža: Stanko Kostanjevec
- scenografija: Dušan Milavec
- kostumografija: Alenka Bartl Prevoršek
- maska: Gabrijela Fleischman

## Nagrade

### Slovenski filmski maraton 1992
- srebrna nagrada Metod Badjura za fotografijo
- Stopova nagrada za najboljšega igralca/igralko (Barbara Lapajne)

## Izdaje na nosilcih
- Triangel. videokaseta. Ljubljana : Infomedia 3 Filming, 1992